# أنطون ليونارد
أنطون ليونارد (بالإنجليزية: Anton Leonard)‏ هو لاعب اتحاد الرغبي جنوب أفريقي، ولد في 31 مايو 1974 في ديربان في جنوب أفريقيا.

## وصلات خارجية
- أنطون ليونارد عل موقع إسبنسكروم (الإنجليزية)
- أنطون ليونارد على موقع ItsRugby.co.uk (الإنجليزية)